# Boeing CH-47 Chinook
Boeing CH-47 Chinook višenamjenski je helikopter s dvostrukim motorom i tandemskim rotorima za prijevoz teških tereta. Primarna mu je uloga prijevoz vojnih jedinica, premještanje topničkog oružja te opskrba bojišta. Sa stražnje strane trupa helikoptera nalazi se velika rampa za ukrcaj/iskrcaj, a ispod tri vanjske tegljačke kuke.

## Razvoj
Izvorni model 107/YHC-1A odbacila je Kopnena vojska SAD-a iz razloga što je bio premalen za njezine potrebe. YHC-1A ocijenjen je od strane Američkih marinaca, te je naručen kao HRB-1 (odnosno CH-46 poslije 1962.).
Kopnena vojska je tada naručila veći Model 114/HC-1B. Predproizvodna inačica Boeing Vertol YCH-1B imao je svoj prvi let imao 21. rujna 1961. Godine 1962. HC-1B promijenio je oznaku u CH-47A prema novom sustavu označavanja zrakoplova svih grana Oružanih snaga SAD-a. Naziv "Chinook" dobio je po indijanskom narodu Chinook.
Chinook je pokretan dvama turboosovinskim motorima, svaki na svom kraju helikoptera i spojenih s rotorom pogonskom osovinom. Suprotno-rotirajući rotori eliminiraju potrebu za vertikalnim rotorom, koji služi za svladavanje obrtnog momenta, te time omogućavaju da se sva snaga usmjeri na podizanje i potisak. Ako otkaže jedan motor, drugi motor može pokretati oba rotora.
Komercijalna inačica Chinooka, Boeing-Vertol Model 234, koristi se širom svijeta za razne zadatke. Chinook se također proizvodio po licenci u talijanskom Elicotteri Meridionali (Agusta) te japanskom Kawasakiju.

## Operateri

### Vojni operateri
Argentina
 Australija
 Kanada
 Egipat
 Grčka
 Irska
 Italija
 Japan
 Libija
 Maroko
 Nizozemska
 Republika Kina
 Singapur
 Južna Koreja
 Španjolska
 Tajland
 Ujedinjeno Kraljevstvo
 Ujedinjeni Arapski Emirati
 SAD
 Vijetnam

### Civilni operateri
Kanada
- Helifor Canada Corp

 Republika Kina
- Tajvanska nacionalna vatrogasna uprava (trenutačno ima tri helikoptera 234 i devet CH-47SD)

 NR Kina
- Civilna zračna uprava Kine

 Ekvador
- Icaro Air

 Norveška
- CHC Helikopter Service

 Ujedinjeno Kraljevstvo
- British Airways Helicopters
- British International Helicopters

 SAD
- Columbia Helicopters (trenutačno ima sedam 234)
- Era Aviation
- NASA (1979. – 1989.)[2]
- Trump Airlines

Bivši civilni operateri označeni su kosim slovima

## Tehničke karakteristike
Osnovne karakteristike
- posada: 3 (pilot, kopilot, letački inženjer)
- kapacitet: 33-55 vojnika ili 24 nosila i 3 pratitelja ili 12.700 kg tereta
- dužina: 30,1 m
- promjer rotora: 18,3 m

Letne karakteristike
- najveća brzina: 170 čvorova (315 km/h)
- ekonomska brzina: 130 čv (220 km/h)
- dolet: 2.252 km
  - borbeni dolet: 450 milja, 741 km
- brzina penjanja: 10,1 m/s
- najveća visina leta: 5.640 m
- motor: 2× Lycoming T55-GA-712 turboosovinska motora

Naoružanje
- naoružanje: *Minitop M134 7,62 mm, strojnica M240 7,62 mm

## Vanjske poveznice
- (en) CH-47D/F, MH-47E/G, Povijest CH-47, i Model 234 Chinook na Boeing.com
- (en) Sea Knight i Chinook na Vectorsite.net
- (en) ICH-47 na Leonardocompany.com